# 前哨淋巴结
前哨淋巴结是指最有可能最先发生肿瘤转移的淋巴结，是肿瘤淋巴引流的第一站淋巴结。